# Szyfr płotkowy
Niektóre z zamieszczonych tu informacji wymagają weryfikacji.
Dokładniejsze informacje o tym, co należy poprawić, być może znajdują się w dyskusji tego artykułu.
 Po wyeliminowaniu niedoskonałości należy usunąć szablon [[Szablon:Dopracować|]] z tego artykułu.
Szyfr płotkowy – szyfr przestawieniowy, opisywany przez pewną liczbę n, oznaczającą „wysokość” tworzonych schodków – kolejne litery tekstu jawnego zapisywane są na zmianę w n rzędach. Kryptogram tworzony jest poprzez połączenie ciągu kolejnych liter pierwszego rzędu, po którym umieszcza się rząd drugi, itd.

## Przykład
Tekst jawny = "KRYPTOGRAFIA"
Klucz = "4" (wysokość płotka)
Postać tekstu jawnego zapisanego w kształcie płotka o wysokości 4:
| K |   |   |   |   |   | G |   |   |   |   |   |
|   | R |   |   |   | O |   | R |   |   |   | A |
|   |   | Y |   | T |   |   |   | A |   | I |   |
|   |   |   | P |   |   |   |   |   | F |   |   |

Szyfrogram = "KGRORAYTAIPF".